# Александер, Кит (футболист)
Кит Александер (англ. Keith Alexander; 14 ноября 1956, Ноттингем, Англия — 3 марта 2010, Линкольн, Англия) — английский футболист, сент-люсийского происхождения, игравший на позиции нападающего, тренер, общественный деятель. Один из первых темнокожих футболистов и тренеров в истории английского футбола.

## Карьера

### Ранняя карьера
Александр начал свою карьеру в футболе вне лиги, присоединившись к клубу «Эрнольд» в возрасте девятнадцати лет. Сезон 1977/78 Александер провел в команде «Илкстон Таун», дебютировав в домашней игре с «Лут Юнайтед» 24 сентября 1977 года и отыграв в итоге 17 матчей, и забив один гол. Финальную игру за клуб Кит провел в гостевой игре против «Саттон Таун» 5 апреля 1978 года.
В марте 1979 года Александр присоединился к команде «Стэмфорд» из города Олфретон и забил свой первый гол в победном матче (2:0) Вазы ФА против «Гисборо Таун» в апреле 1980 года. Сезон 1979/80 был крайне успешный сезон для клуба: победа в чемпионате объединенного графства, кубок лиги и Ваза Футбольной ассоциации.